# Jónína Leósdóttir

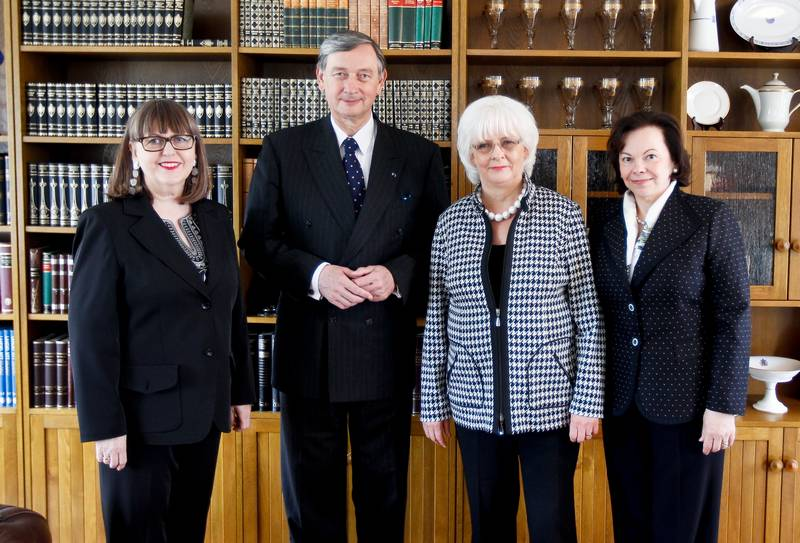
Jónína Leósdóttir (links) mit Danilo Türk, dem Präsidenten Sloweniens, ihrer Frau Jóhanna Sigurðardóttir und der Ehefrau des Präsidenten, Barbara Miklič Türk (v. l. n. r.)

Jónína Leósdóttir (* 16. Mai 1954 in Reykjavík) ist eine isländische Autorin.

## Leben
Jónína Leósdóttir studierte Englisch und Literaturwissenschaften an der Universität Island, wo sie den Abschluss Bachelor of Arts erreichte. Danach studierte sie an der University of Essex im Vereinigten Königreich. Zwischen 1985 und 2005 arbeitete sie als Journalistin und Redakteurin. Sie schrieb Biographien, Theaterstücke und Fernsehschauspiele, Romane, Kinderbücher und Kurzgeschichten, daneben übersetzte sie Werke vom Englischen ins Isländische. 2008 nahm sie am Festival für Solostücke Act Alone in Ísafjörður teil.
2002 ging Jónína Leósdóttir eine eingetragene Partnerschaft mit der Politikerin Jóhanna Sigurðardóttir ein. 2010 heirateten beide, nachdem in Island die gleichgeschlechtliche Ehe eingeführt worden war. Jónína hat aus erster Ehe mit Jón Ormur Halldórsson einen Sohn.

## Preise und Nominierungen
2008 gewann Jónina den Jón-úr-Vör-Poesiepreis.
Ihr Hörspiel Hér er kominn maður (2006) (deutsch: Hier ist ein Mann gekommen) erhielt 2006 eine Nominierung für den isländischen Rund- und Hörfunkpreis Edda.

## Werke
- Rósumál: Líf og störf Rósu Ingólfsdóttur, 1992: Fróði (Biografie)
- Þríleikur: skáldsaga, 1994: Fróði (Roman)
- Guð almáttugur hjálpi þér: endurminningar séra Sigurðar Hauks Guðjónssonar, 1998: NB (Biografie)
- Afi og abbadísin, Smásögur, 2006: Fróði (Kurzgeschichten)
- Talað út um lífið og tilveruna, 2007: Salka (Artikelsammlungen)
- Allt fínt...en þú?, 2010: Mál og menning (Roman)
- Am liebsten gut, 2011: Kiepenheuer & Witsch (Roman)

### Kinderbücher
- Sundur og saman, 1993: Fróði
- Kossar & ólífur, 2007: Vaka-Helgafell
- Svart & hvítt, 2008: Vaka-Helgafell
- Ég & þú, 2009: Vaka-Helgafell

### Schauspiele
- Að vera eða vera ekki (Akureyri, 1996)
- Frátekið borð (Höfundasmiðja L.R, 1996)
- Leyndarmál (Leikfélag Fjölbrautarskólans í Breiðholti 1997, Leikfélag Fjölbrautarskólans á Vestfjörðum 1997, Leikfélag Fjölbrautarskóla Suðurlands 1998)
- Lófalestur (Listaklúbbur Leikhúskjallarans, 1998)

### Hörspiele
- Símastefnumót (RÚV, 1997)
- Stundarbrjálæði (RÚV, 2002)
- Hér er kominn maður ... (RÚV, 2006)
- Faraldur (Útvarpsleikhúsið – RÚV, 2009)

### Fernsehschauspiele
- Koddahjal (RÚV, 2000)
- Helgarferð (RÚV, 2000)
- Fyrsta nóttin (RÚV, 2000)
- Stóra Stundin (RÚV/sjónvarp 2002)